# 盧卡什·達內克
盧卡什·達內克（捷克語：Lukáš Daněk，1997年9月19日—）生於伊萊姆尼采，是一名捷克男子北歐兩項運動員，2016年完成個人的世界盃分站賽首秀。他參加了2018年冬季奧運會和2022年冬季奧運會的比賽。